# Liste der Kulturdenkmäler in Urbar (bei Koblenz)
In der Liste der Kulturdenkmäler in Urbar sind alle Kulturdenkmäler der rheinland-pfälzischen Ortsgemeinde Urbar aufgeführt. Grundlage ist die Denkmalliste des Landes Rheinland-Pfalz (Stand: 25. September 2017).

## Denkmalzonen
| Bezeichnung         | Lage                       | Baujahr | Beschreibung | Bild            |
| ------------------- | -------------------------- | ------- | --- | --------------- |
| Denkmalzone Posthof | Mallendarer Bachtal 2 Lage | 1938/39 | ehemaliger Betriebshof der Post in Heimatstilformen, 1938/39, in der Art bäuerlicher Hofanlagen mit Fachwerkwohnhaus, Hoftorbogen und Nebengebäude; bauliche Gesamtanlage | Fotos hochladen |

## Einzeldenkmäler
| Bezeichnung      | Lage                          | Baujahr                            | Beschreibung | Bild                           |
| ---------------- | ----------------------------- | ---------------------------------- | --- | ------------------------------ |
| Wohnhaus         | Hauptstraße 55 Lage           | 18. Jahrhundert                    | zweiflügeliges Fachwerkhaus, teilweise massiv, 18. Jahrhundert | Fotos hochladen                |
| Wegekapelle      | Hauptstraße, vor Nr. 122 Lage | zweite Hälfte des 19. Jahrhunderts | Wegekapelle, neugotisch; Backstein; thronende Muttergottes, 14. Jahrhundert                                                                                       | weitere Bilder Fotos hochladen |
| Hofgut Besselich | Im Klosterfeld Lage           | 16. oder 17. Jahrhundert           | ehemaliges Franziskanerkloster; Hauptbau, wohl aus dem 16. oder 17. Jahrhundert, Nebenbau bezeichnet 1744, zwei Putzbauten, Fachwerkscheune, Remise; Gesamtanlage | weitere Bilder Fotos hochladen |
| Schmelzmühle     | Mallendarer Bachtal 16 Lage   | 1680                               | Fachwerkhaus, teilweise massiv, Krüppelwalmdach, bezeichnet 1680, Mühlenanbau aus dem 19. Jahrhundert, Scheune; Gesamtanlage                                      | Fotos hochladen                |